# Црни ђаво
Црни ђаво (фр. Le Diable noir) француски је црно-бели неми хорор филм са елементима црног хумора из 1905. године, редитеља Жоржа Мелијеса, који уједно тумачи и једну од главних улога. Непознати глумац тумачи лик насловног ђавола. Филм се налази под редним бројем 683—685. у каталогу Мелијесове издавачке куће Star Film Company.
Мелијес је у овом четвороминутном филму користио пиротехнику и велики број супституционих спојева (чак 61 на ефекту са нестајућим столицама).

## Радња
Путник улази у гостионицу и смешта се, али га прогони црни Ђаво, који се крије у соби.

## Улоге
- Жорж Мелијес као путник
- Непознати глумац као Ђаво